# Glanycus sigionus
Glanycus sigionus är en fjärilsart som beskrevs av Chu och Wang 1991. Glanycus sigionus ingår i släktet Glanycus och familjen Thyrididae. Inga underarter finns listade i Catalogue of Life.